# Nicolás Ledesma García
Nicolás Ledesma García (Grisel, província de Saragossa, Aragó, 10 de juliol de 1791 - Bilbao, Biscaia, 4 de gener de 1883) fou un compositor i organista aragonès. Fou tan bon compositor com home notable i pietós. Va escriure inspirades composicions religioses: Misses, motets, villancets, lamentacions de Setmana Santa, etc. Són vertaderament commovedores les seves avemaries i té una gran fama el seu Stabat Mater per a cor i quartet de corda i per la Lamentación del Miércoles Santo.
Estudià solfeig i cant amb els mestres Gisbert i Martindreque. Després es traslladà a Saragossa, on aprengué a tocar l'orgue amb el mestre Ferrañac. Quan contava a penes setze anys guanyà amb renyida oposició la plaça d'organista i mestre de capella de la col·legiata de Borja (Aragó). El 1809 permutà aquesta amb la de Tafalla i el 1830 se'l cridà des de Bilbao per ser també mestre de capella. En aquesta ciutat donà lliçons de música i tingué com alumne al que més tard seria també un bon compositor Cleto Zavala (1847-1912) i el navarrès Valentín Metón, i a més, fomentà l'afició a la música. Va romandre en aquesta Basílica fins al 1882, any en què va iniciar el procés de jubilació. Cal destacar que va ser president de la Sociedad Filármonica i va ser nomenat mestre honorari del Conservatori de Madrid.
Nicolás Ledesma es casà el 2 de març de 1816, a la parròquia navarresa de Santa María de Valtierra, amb Antonia Ancioa Murillo, batejada l'11 de juny de 1796 en l'església de San Juan Bautista de Cintruénigo. Nicolás i Antonia tingueren una filla, Celestina Ledesma Ancioa, batejada el 8 d'abril de 1822 en la parròquia de Santa Maria de Tafalla, que també seria compositora i professora de piano. Aquesta es casà amb l'organista i compositor guipuscoà Luis Bidaola (1814-1872), natural de la localitat de Segura. Bidaola exercí el seu ofici a principis dels anys cinquanta en la parròquia de San Saturnino de Pamplona, i posteriorment en la Basílica de Santiago de Bilbao.